# Emil Klöti

Emil Klöti

Emil Klöti (Töss, 17 oktober 1877 - Zürich, 30 september 1963) was een Zwitsers ambtenaar en politicus.

## Biografie

### Opleiding en vroege carrière
Klöti studeerde rechten en economie in de stad Zürich. In 1901 promoveerde hij. Sedert 1900 was hij als secretaris werkzaam bij de belastingdienst van het kanton Zürich, sedert 1902 werkte hij voor de kantonnale bouwdienst.
Klöti sloot zich in 1902 aan bij de Sociaaldemocratische Partij van Zwitserland (SP), daarnaast werd hij in dat jaar lid van de Zwitserse Ambtenaren Vakbond (VPOD). Hij deed in 1907 zijn intrede in de politiek toen hij voor de SP wethouder van de stad Zürich werd (Belastingen 1907; Financiën 1909 en Woningbouw 1910-). Hij bleef lid van de gemeenteraad tot 1928. Van 1908 tot 1911 en van 1917 tot 1919 was Klöti voor de SP lid van de Kantonsraad van Zürich. Van 1919 tot 1930 was hij lid van de Nationale Raad (tweede kamer federaal parlement). Van 1921 tot 1922 was hij de eerste socialist die het voorzitterschap van de Nationale Raad bekleedde. Van 1930 tot 1955 was hij lid van de Kantonsraad.

### Voorzitter van de SP
Klöti, een lid van de rechtervleugel van de SP, werd in 1916 tot voorzitter van de SP gekozen. Hij bekleedde deze functie maar één jaar.

### Stadspresident van Zürich
De gemeenteraadsverkiezingen van de stad Zürich in 1928 werden overweldigend gewonnen door de SP en betekenden verlies voor de burgerlijke partijen (Democratische Partij van Zwitserland, FDP) die tot dan toe het grootst waren in de gemeenteraad.
Klöti was in 1928 de officiële kandidaat van de SP voor de verkiezingen voor het stadspresidentschap (dat wil zeggen burgemeesterschap). Zittend stadspresident Hans Nägeli (DP) werd verslagen en Klöti werd in 1928 tot stadspresident van Zürich gekozen. Hij bleef stadspresident tot 1943 toen partijgenoot Ernst Nobs hem opvolgde.
Onder Klöti's stadspresidentschap werd er veel aandacht besteed aan woningbouw en stadsuitbreiding. Klöti, die in 1919 een van de oprichters was geweest van de woningbouwvereniging van Zürich, was groot voorstander van betaalbare woningen. Tijdens de economische crisisjaren verhoogde hij de stedelijke belastingen en gingen de salarissen van de gemeenteambtenaren omlaag. Deze maatregelen waren niet populair.
Van 1921 tot 1963 was Klöti rechter bij het Hof van Cassatie en van 1921 tot 1948 rechter bij het Bondsgerechtshof.
Klöti trachtte tweemaal tevergeefs om in de Bondsraad te worden gekozen. De eerste poging was in 1929, maar toen werd Rudolf Minger (BGB) in zijn plaats gekozen. De tweede keer was in december 1938 toen Ernst Wetter (FDP) in zijn plaats in de Bondsraad werd gekozen.
Emil Klöti overleed op 85-jarige leeftijd.